# Montags-Revue
Die Montags-Revue war eine von 1870 bis 1915 erscheinende Wiener Wochenzeitung. Sie wurde am 21. März 1870 als „Wochenschrift für Politik, Finanzen, Kunst und Literatur“ von Michael Kapp und Jakob Herzog begründet und erschien jeweils am Sonntagnachmittag um 2 Uhr. Nebst Telegrammen und allgemeinen Nachrichten enthielt sie politisch einflussreiche Originalartikel und Korrespondenzen aus dem In- und Ausland. Bedeutsam waren ferner ihr Feuilleton und die literarische Beilage mit Beiträgen namhafter Schriftsteller und Schriftstellerinnen wie Theodor von Frimmel, Ferdinand Kürnberger, Alexander Sacher-Masoch, Anton Schlossar, Eduard Suess, Georg Brandes und Emilie Hüni. Politisch betonte sie ihre Unabhängigkeit, war zu Beginn aber „offiziös“. Herzog gab die Zeitung bis zu seinem Tod am 10. April 1915 heraus. Danach wurde sie eingestellt. Die letzte Ausgabe erschien am 3. Mai 1915.